# Platythomisus sibayius
Platythomisus sibayius là một loài nhện trong họ Thomisidae.
Loài này thuộc chi Platythomisus. Platythomisus sibayius được George Newbold Lawrence miêu tả năm 1968.